# Józef Sare
Józef Sare, także Saare, Sarre (ur. 1 września 1850 w Chorowicach, zm. 23 marca 1929 w Krakowie) – polski architekt i budowniczy, wieloletni drugi wiceprezydent miasta Krakowa, poseł na Sejm Krajowy

## Życiorys
Był synem żydowskiego budowniczego w Krakowie Salomona i Danieli z domu Kleinberger. Studia architektoniczne odbywał w Krakowie (Instytut Techniczny) i Wiedniu (Politechnika Wiedeńska). W 1869 zdobył tytuł inżyniera.

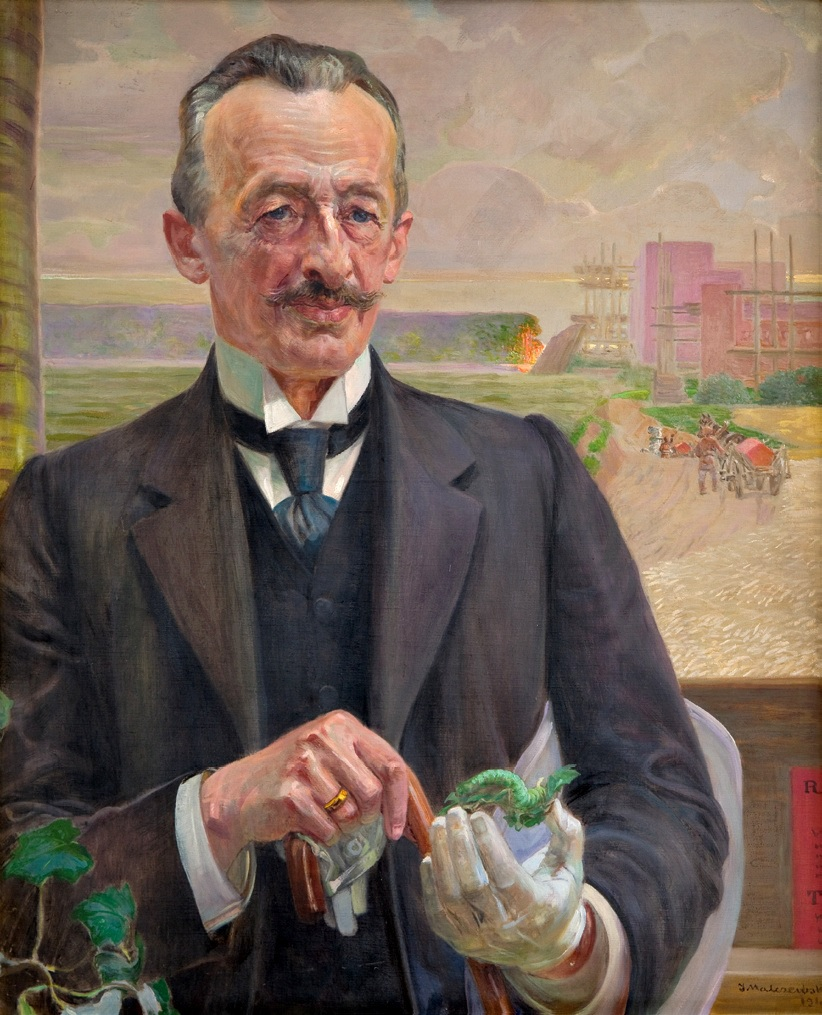
Portret Józefa Sarego namalowany przez Jacka Malczewskiego

Podjął pracę w c. k. technicznej służbie rządowej. Był zatrudniony w starostwie powiatu tarnowskiego, następnie w starostwie lwowskim, a od 1875 w C. K. Namiestnictwie we Lwowie. W 1880 powrócił do Krakowa, gdzie pracował w oddziale technicznym starostwa. W 1893 został kierownikiem tegoż oddziału. W 1908 został starszym radcą budownictwa. W 1917 przeszedł na emeryturę.
W 1902 wybrano go do Rady Miasta. Od 1905 do końca życia pełnił stanowisko wiceprezydenta Krakowa. Był posłem na Sejm Krajowy kadencji VIII (wybrany w 1907 w miejsce zmarłego Arnolda Rappaporta), IX (1908–1913), X (1913–1914). W 1910 otrzymał tytuł radcy dworu.
W czasie I wojny światowej był członkiem Sekcji Zachodniej Naczelnego Komitetu Narodowego. W październiku i listopadzie 1914, w związku z ewakuacją miasta po wybuchu wojny, rezygnacją pierwszego wiceprezydenta Henryka Szarskiego i czasową nieobecnością prezydenta Juliusza Leo, wykonywał obowiązki prezydenta Krakowa. W kwietniu 1919 witał w Krakowie w imieniu miasta generała Józefa Hallera. Wykonywał obowiązki prezydenta także po śmierci Jana Kantego Federowicza (lipiec 1924) oraz po odwołaniu komisarza rządowego Witolda Ostrowskiego a przed wyborem Karola Rollego (czerwiec 1926).
W 1919 został członkiem Rady Naczelnej Zjednoczenia Polaków Wyznania Mojżeszowego Ziem Polskich. Założyciel Unii Narodowo-Państwowej w 1922. Należał do Stowarzyszenia Humanitarnego „Solidarność” B’nei B’rith, Stowarzyszenia Izraelitów Postępowych i Krakowskiego Towarzystwa Technicznego.
Zaprojektował wiele krakowskich budynków, m.in. Kliniki Chirurgicznej i Okulistycznej oraz Kliniki Psychiatrycznej przy ul. M: Kopernika, gmach Gimnazjum w Tarnowie, budynek Gimnazjum św. Anny w Krakowie, Gimnazjum im. Króla Jana III Sobieskiego w Krakowie, V Gimnazjum w Krakowie, Gmach Urzędu Wojewódzkiego w Krakowie i budynek Zakładu Medycyny Sądowej CM UJ przy ul. Grzegórzeckiej 16. Z jego inicjatywy miasto kupiło Las Wolski, który przeznaczono na park publiczny.
Został pochowany na nowym cmentarzu żydowskim w Krakowie. 

## Ordery i odznaczenia
- Order św. Stanisława II klasy (Rosja)[4]
- Krzyż Komandorski Orderu Franciszka Józefa (1917) (Austro-Węgry)[3]
- Krzyż Oficerski Orderu Odrodzenia Polski (28 kwietnia 1926)[9][10]

## Upamiętnienie
Portret Sarego namalowany przez Józefa Mehoffera umieszczono w Muzeum Narodowym, a jedna z krakowskich ulic nosi jego imię.